# Цэцулеску, Александр Иванович
Александр Цэцулеску (рум. Alexandru Ţăţulescu; 7 января 1916, Бухарест, Румыния — 12 февраля 2011, Мытищи, Московская область, Россия) — румынский, советский и российский врач, участник Второй мировой войны, узник ГУЛАГа.

## Биография

### Молодые годы и образование
Александр Цэцулеску родился 7 января 1916 года в Бухаресте. Отец — вольный крестьянин из селения бондарей в Олтении, мать — из семьи потомственных коммерсантов Бухареста. По национальности — румын.
В 1922—1933 годах учился в интернате Евангелической школы лютеранской общины Бухареста, который окончил в звании бакалавра. В 1941 году окончил медицинский факультет Бухарестского университета со степенью доктора медицины и хирургии, параллельно работая в урологической клинике и нескольких больницах. После получения образования был призван на военную службу, и попрощавшись с женой и полуторагодовалым сыном, отправился на фронт.

### Военная служба и арест
Служил в 22-м армейском госпитале при 6-й санитарной роте 4-й армии Сухопутных войск Румынии, воевавших против СССР. В сентябре 1944 года, после заключения перемирия между Румынией и союзниками, 4-я армия выдвинулась в Венгрию и в составе 2-го Украинского фронта вступила в бои с Вермахтом, добравшись до Мишкольца. После отхода в Сибиу, Цэцулеску в чине врача в резерве, приравненного к званию младшего лейтенанта, был переведён на должность личного врача командующего 4-й армии генерала Георге Аврамеску. Задолго до этого Цэцулеску подружился с дочерью генерала Феличией Аврамеску, которая и отрекомендовала его своему отцу.
3 марта 1945 король Румынии Михай I письмом вызвал генерала Аврамеску в Бухарест для того, чтобы поручить ему возглавить правительство Румынии, что не входило в планы советского руководства. 6 марта кортеж генерала Аврамеску из четырёх машин в сопровождении группы из 17 человек, направлявшийся в Румынию, был задержан советским командованием в одной из венгерских усадеб. Спустя три дня Цэцулеску был раздет догола, острижен, переодет в ношеное белье и старое красноармейское обмундирование, а затем помещён в погреб вместе с пленными румынскими солдатами-дезертирами. При аресте у него были отобраны обручальное кольцо, медальон, наручные часы и 17 тысяч лей, которые бесследно пропали. Спустя две недели жизни на покрытом соломой полу, питания баландой, отправления физиологических потребностей в параше на глазах у всех, 21 марта похудевший Цэцулеску в выданных ему сапогах и шинели генерала Аврамеску был этапирован на самолёте в Москву, где посажен в Лубянскую тюрьму. Просидел две недели в одиночной камере без окон, а однажды допрашивался лично Абакумовым, начальником управления контрразведки «СМЕРШ». С марта 1945 года по октябрь 1946 года сидел в Лефортовской тюрьме, а затем переведён в Бутырскую тюрьму, испытав все тяготы заключения.

### Заключение в советских лагерях
30 ноября 1946 года решением Особого совещания при МГБ СССР приговорён к 8 годам исправительно-трудовых лагерей по пунктам 2-му («вооружённое восстание»), 11-му («организационная деятельность») и 12-му («недонесение») статьи 58-й Уголовного кодекса. Отбывать наказание начал с июля 1946 года, тогда как срок с марта 1945 года не был засчитан следствием ввиду того, что вначале Цэцулеску проходил как военнопленный. В январе—феврале 1947 года с Курского вокзала в «столыпинском» вагоне, в каждом купе которого находилось по 20 человек, отбыл по железной дороге по этапу в Ухту. Питание состояло из кусочков селедки и хлеба, а также чашки кипятка, выдававшихся не каждый день, ввиду чего из-за крайнего физического истощения он по прибытии в поселок Чибью был госпитализирован в больницу. Там Цэцулеску познакомился с Зинаидой Житник, которая ещё в 1936 году была осуждена по пункту 10-му («контрреволюционная агитация») статьи 54-й; отбыв срок, она поступила на работу в лагерь в качестве вольнонаёмной медсестры. Она целых две недели выхаживала его и из-за частых встреч в медпункте даже была понижена в должности. В марте 1947 года Цэцулеску был выписан из лагерного госпиталя и после проверки медицинских знаний назначен заведующим отделением гинекологии и родильного дома для заключённых в центральной больнице посёлка Ветлосян отдельного лагерного пункта № 7 Ухтижемлага. Лагерные врачи, фельдшеры, медсестры и санитары были частью санитарной службы ГУЛАГа, в каждом лагерном отделении которого имелась санчасть, сотрудники и даже начальники которой назначались из числа заключённых. Сам Цэцулеску работал под началом главного врача ветлосянской больницы осуждённого доктора Якова Каминского, сначала врачом-ординатором, а затем заведующим 18-м терапевтическим бараком в образцовых, даже по меркам гражданского здравоохранения, условиях.
В начале 1948 года переведён в ОЛП при 3-й нефтешахте посёлка Нижний Доманик, известной высоким травматизмом. Цэцулеску работал в отделении травматологии, где применяя выученную ещё в Румынии методику костного вытягивания, разработанную австрийским ортопедом Лоренцом Белером, спас жизни многих заключённых при помощи инструментария, изготовленного по своим же чертежам в механическом цехе нефтешахты. Работал Цэцулеску в румынской военной форме без знаков различия и в блестящих хромовых сапогах, которые достались ему от генерала Аврамеску. Членом своей лагерной медицинской команды в то время он сделал Петра Брайко, участника Великой Отечественной войны, Героя Советского Союза и кавалера ордена Ленина, осуждённого по пункту 10-му («антисоветская агитация и пропаганда») статьи 58-й. Цэцулеску спас Брайко от лесоповала, предложив ему выучиться на врача, в результате чего он стал лагерным стоматологом. Именно в Нижнем Доманике Цэцулеску познакомился и с Шандором Радо, венгерским картографом, передававшим данные из немецкого генштаба советскому командованию и осуждённым по «подозрению в шпионаже».
Согласно распоряжению управления ГУЛАГа, все иностранные заключённые подлежали переводу из общих лагерей в лагеря строгого режима, однако руководство 3-й нефтешахты старалось удержать Цэцулеску у себя по причине его высокой врачебной квалификации, но при этом запрещало ему переписываться с родственниками. Тем не менее, в начале 1951 года Цэцулеску был этапирован в пересыльный лагерь Ухты, где ввиду антисанитарных условий в бараках заразился острой дизентерией и был госпитализирован в больницу. Из воспоминаний Цэцулеску:
Я там заразился дизентерией. Температура 39-40. Меня положили в больницу. А в это время покупатели рабов пришли взять своих, рабов, невольников. У меня температура 40. Меня вызывают к начальнику ОЛПа, Белаев был такой-то, помню. Говорит: «Ну что, доктор, болеешь?» Я говорю: «Конечно, я еле нахожусь». Дали мне градусник под одной подмышкой, второй подмышкой, во рту — сорок и с десятками, говорят: «Вы докажите, что вы на самом деле болеете». Я говорю: «А как доказать?» — «Снимите штаны, докажите». Дали мне газеты большие. Это было самое страшное унижение для меня как человека и как врач, не верить, что я симулирую, да? Второй, не верить, что я с температурой, что я умирающий человек. Когда я испражнялся чистой кровь, он говорит: «На самом деле болен, наверное, уйдет на том свете». Меня еще держали неделю пока понос, кровавый понос кончится, и отправили с двумя вертухаями из Ухты на Воркуте. Мы сутки ехали. Не кормили, кого кормить, кому нужно умирающего человека-то».
21 марта, после выздоровления, отправлен под вооружённым конвоем в лагерь строгого режима Речлага под Воркуту, на 6-ю шахту «Воркутуголь», специализировавшуюся на добыче антрацита. C марта 1951 года по ноябрь 1952 года был заведующим 4-м отделением лагерной больницы Воркуты, где работал в обществе специалистов высочайших квалификаций, самостоятельно изготавливавших всё необходимое оборудование от металлических шприцев до ультрафиолетовых облучателей. В частности, с помощью польского инженера Генриха Ясинского создал работающий рентген-аппарат из деталей, сделанных в лагерной мастерской.

### Освобождение и реабилитация
27 ноября 1952 года за хорошую работу по зачетам рабочих дней был освобождён из заключения на три месяца раньше срока, вместо 6 марта 1953 года. Получив 4 тысячи рублей «зарплаты», переведён на положение ссыльного с обязательством отмечаться дважды в месяц в комендатуре без права покинуть Воркуту, что каралось 20 годами каторжных работ. Поступил на работу врачом-рентгенологом в поликлинику Северного района Воркуты. В феврале 1953 года переведён для продолжения ссылки в Ухту, где также был врачом-рентгенологом, но уже в больнице сангородка с обычными пациентами. Там Цэцулеску снова встретился с Житник: 30 августа 1954 года у них родилась дочь Марлен, а в сентябре пара поженилась. В 1955 году получил паспорт с указанием национальности «молдаванин», став таким образом из румынского подданного советским гражданином. 8 сентября 1956 года был освобождён из ссылки. В том же году получил справку из Военной коллегии Верховного суда СССР об отмене своего приговора, а в 1960 году реабилитирован решением ВКВС СССР.

### Врачебная карьера
Записавшись в Центральную библиотеку Ухты, имевшую абонемент в Ленинской библиотеке в Москве, ежемесячно получал медицинские журналы на французском, немецком, испанском и английском языках и был в курсе развития медицинской науки, особенно в области рентгенологии. Не имея удостоверения врача, всё же смог получить из Бухареста диплом доктора медицины и хирургии, выданный ещё в 1941 году, после чего в 1960 году по путёвке отправился для повышения квалификации в Ленинград. На остановке в Москве добился приёма у ректора Центрального института усовершенствования врачей Веры Лебедевой, с помощью которой поступил на кафедру рентгенологии, возглавляемую единственным лауреатом Ленинской премии по рентгенологии профессором Самуилом Рейнбергом. Под его руководством в 1960 году защитил диссертацию кандидата медицинских наук по теме «Опыт применения пневмоперитонеума и томографии в рентгенодиагностике гинекологических заболеваний» в Московском институте рентгенологии и радиологии. В том же году Цэцулеску впервые посетил Румынию, но впоследствии по старости больше на родину не приезжал.
В 1962 году по конкурсу избран заведующим кафедрой рентгенологии Калининского медицинского института. В 1963 году вместе с семьёй переехал в Кишинёв, где был избран старшим научным сотрудником научно-исследовательского института онкологии, а также членом ученого совета министерства здравоохранения Молдавской ССР, Кишинёвского государственного медицинского и онкологического институтов. В 1965 году назначен главным рентгенологом министерства здравоохранения Молдавской ССР, а также стал председателем аттестационной комиссии врачей по рентгенологии. В 1966 году вышел на пенсию по первой группе как врач-рентгенолог. Печатался в ведущих советских журналах по рентгенологии, гинекологии и акушерству, присутствовал на Всесоюзных съездах по рентгенологии в 1959—1961 годах, избирался делегатом съезда 1964 года в Ташкенте и 1970 года в Тбилиси, в 1964—1970 годах был членом правления Всесоюзного научного общества рентгенологов. Заведуя курсами специализации по рентгенологии, стал руководителем восьми диссертаций кандидатов медицинских наук, защищенных в Кишиневе и Москве. В 1966 году получил диплом ученого звания старшего научного сотрудника, а в 1967 году — знак «Отличнику здравоохранения» от министерства здравоохранения СССР. Три научные работы Цэцулеску были помещены в «Малую советскую энциклопедию».

### Последующая жизнь
В 1971 году развёлся с Житник и женился на враче-кардиологе Валентине Митюхиной, имевшей двух дочерей от первого брака. Совместных детей у них не было. В том же году переехал в Мытищи, после чего стал заведующим рентгенологического кабинета санатория «Подлипки» под Москвой. Был разносторонним и образованным человеком, его друзьями были композитор Евгений Дога, писатель Ион Друцэ, работники посольства Румынии в Москве. Активно занимался общественной деятельностью в обществе «Мемориал», был избран членом правления организации «Мытищинское общество ветеранов труда и войны — жертв политических репрессий». В 2008 году благодаря усилиям румынского посольства Цэцулеску был повышен до звания полковника в резерве, стал членом Национальной ассоциации ветеранов войны в Румынии и получал ветеранскую пенсию от румынского правительства. Как российский гражданин смог ознакомиться со своим личным делом, в котором было написано, что Аврамеску погиб 2 марта 1945 года от немецкой бомбы, а Феличия покончила с собой 6 марта того же года. Тем не менее бытует версия о причастности НКВД к смерти генерала в рамках расширения советского контроля над Румынией.

### Смерть и похороны
Александр Цэцулеску скончался 12 февраля 2011 года в Мытищах в возрасте 95 лет. Урна с его прахом по решению румынского правительства и при содействии посольства была с воинскими почестями захоронена на военном кладбище «Генча» в Бухаресте.

## Награды
16 сентября 2008 года указом президента Румынии Траяна Бэсеску награждён Национальным орденом «За верную службу» степени кавалера Большого креста «в знак особой признательности за высокую моральную выдержку и патриотизм во время службы в Армии Румынии во время Второй мировой войны, за преданность и приверженность культуре и истории Румынии». Примечательно, что по случаю получения высшей награды Румынии для Цэцулеску специально была сшита румынская военная форма. Орден ему вручил посол Румынии в России Константин Михаил Григорие.